# BR-122

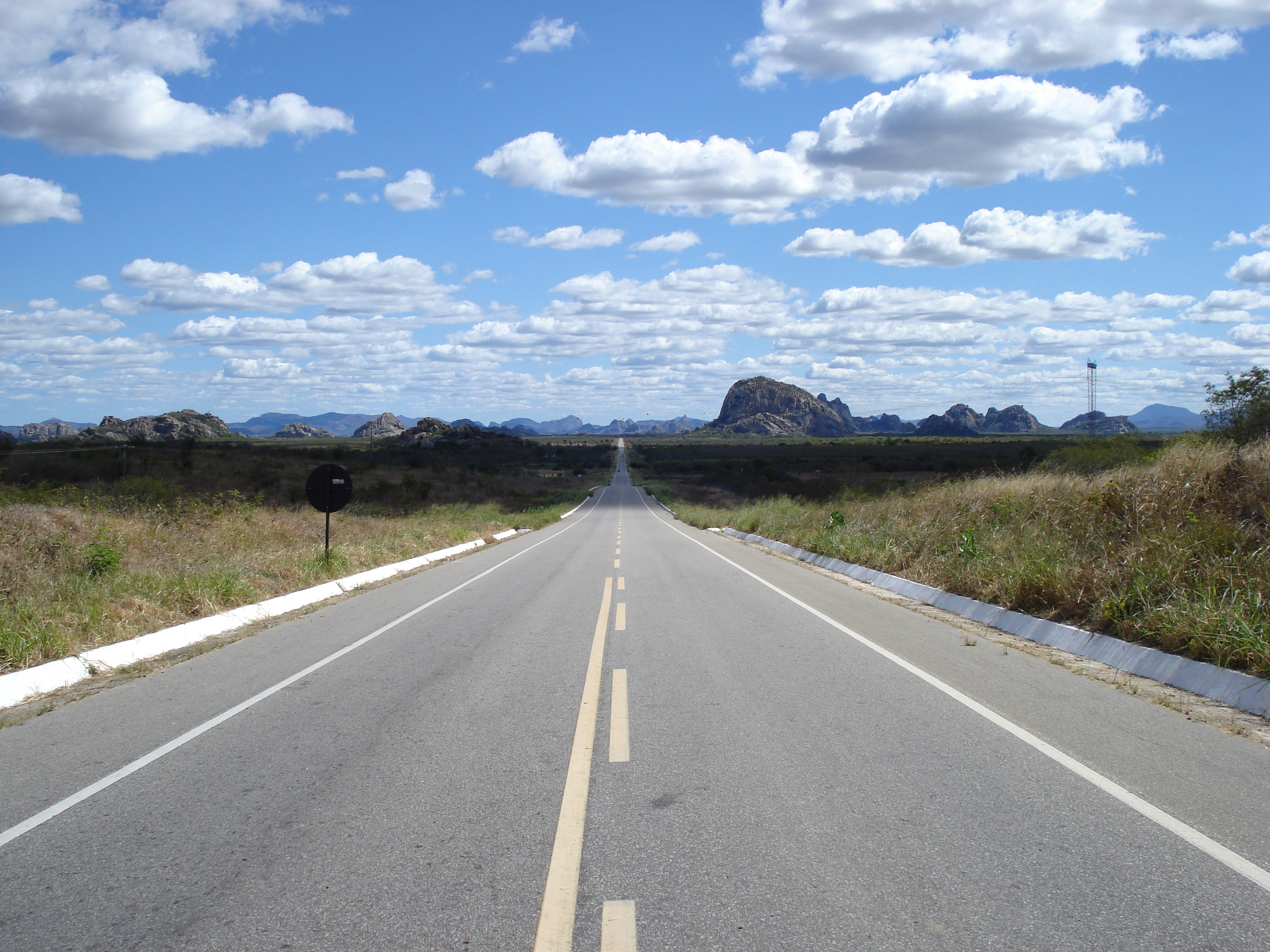
Rodovia BR-122 próximo a Quixadá

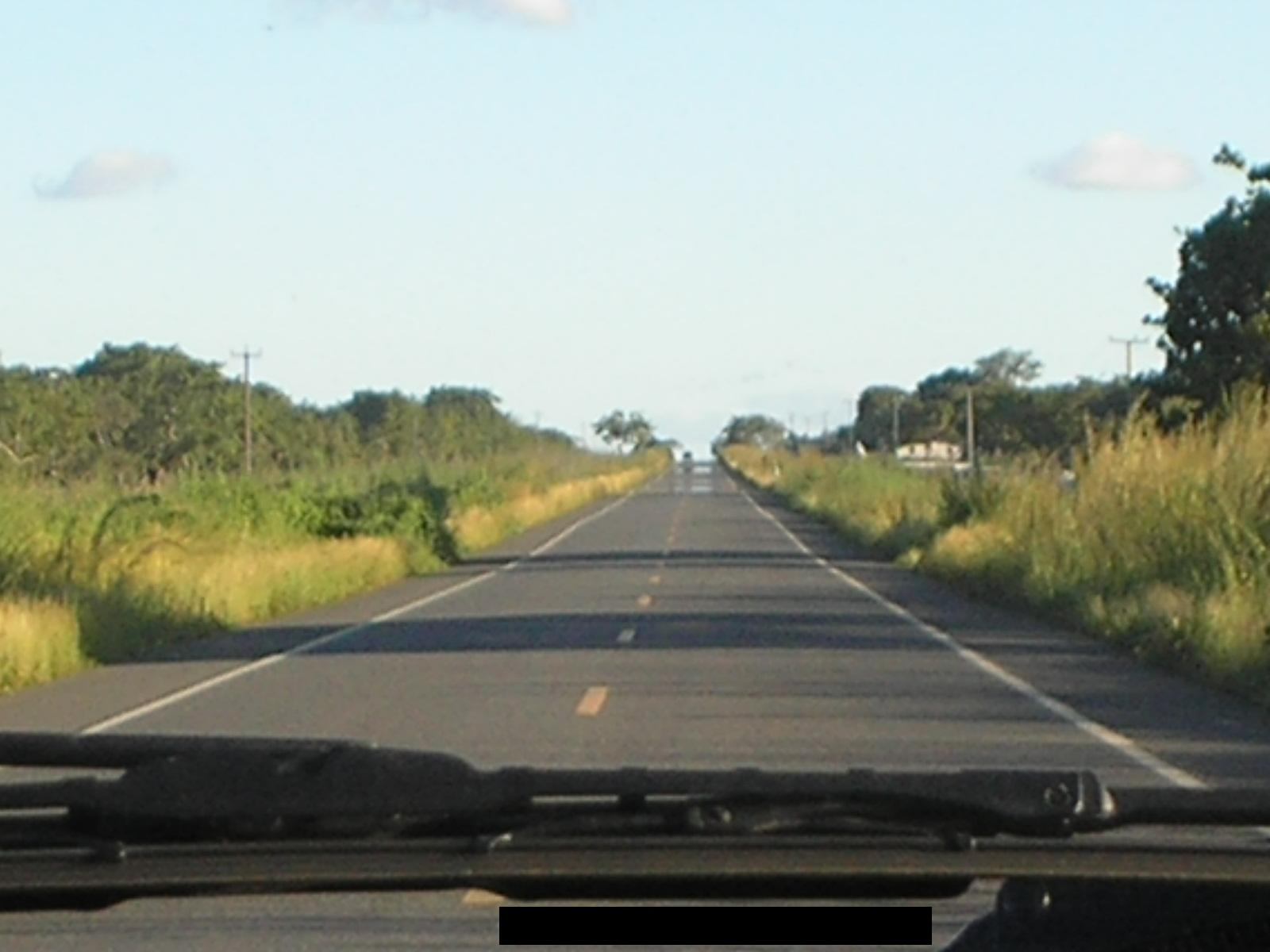
BR-122 na localidade de Quixadá, CE.

A BR-122 é uma rodovia federal longitudinal do Brasil. Ela começa no estado do Ceará, em Chorozinho, e vai até o estado de Minas Gerais, no trevo da BR-251, que liga Montes Claros até a Rio-Bahia. Existem vários trechos sem pavimentação.
Nela, está situada a Companhia Energética de Petrolina.
Sua pavimentação, em 2016, foi considerada ruim.
Serve, dentre outras, as seguintes cidades:
- Ibaretama (CE)
- Quixadá (CE)
- Banabuiú (CE)
- Solonópole (CE)
- Quixelô (CE)
- Iguatu (CE)
- Várzea Alegre (CE)
- Caririaçu (CE)
- Juazeiro do Norte  (CE)
- Crato  (CE)
- Capitão Enéas (MG)
- Janaúba (MG)
- Nova Porteirinha (MG)
- Porteirinha (MG)
- Mato Verde (MG)
- Monte Azul (MG)
- Mamonas (MG)
- Espinosa (MG)
- Urandi (BA)
- Pindaí (BA)
- Candiba (BA)
- Guanambi (BA)
- Caetité (BA)
- Paramirim (BA)
- Boninal (BA)
- Iraquara (BA)
- Souto Soares (BA)
- Mulungu do Morro (BA)
- Cafarnaum (BA)
- América Dourada (BA)
- Juazeiro (BA)
- Bodocó (PE)
- Exu (PE)
- Lagoa Grande (PE)
- Ouricuri (PE)
- Petrolina (PE)
- Santa Cruz (PE)

## Importância
O DNIT aprovou os estudos de viabilidade técnica e ambiental para a construção da BR 122 na Bahia (rodovia planejada para ligar Montes Claros-MG a Fortaleza-CE). A construção da BR 122 provocará uma revolução para a maior parte do semiárido nordestino que ainda não conta com uma rodovia federal que o atravesse de norte a sul como será a BR 122, fator de desenvolvimento para toda região rica em vários minérios e com projetos como o da Bahia mineração, reservas de ferro na região de Ibipitanga e de minerais preciosos em Novo Horizonte e Campo Formoso e com grandes projetos de energia eólica ao longo do trajeto da BR 122 na Bahia entre outras potencialidades, mas carente de investimentos e de logística. O primeiro trecho a ser asfaltado da BR 122 deve ser o entre Iraquara-BA, Paramirim-BA e Caetité-BA, de onde daria acesso ao Estado de Minas Gerais até Montes Claros. O trecho entre Montes Claros-MG e Guanambi-BA (onde a BR 122 cruzará com a Ferrovia Oeste-Leste e está previsto um Pátio Intermodal (Porto Seco em Guanambi) já está construído; entre Guanambi e Caetité coincide com a BR 030 em boas condições; e de Caetité até Paramirim um trecho está asfaltado dá acesso à INB, Industrias Nucleares do Brasil, e o resto em leito natural. De Paramirim até Iraquara seria necessário absorver trechos de rodovias estaduais e construir outros trechos que atravessam a Chapada Diamantina. De Iraquara-BA deverá ser ligada até Juazeiro-BA, recortando o interior do município de Campo Formoso(BA). O trecho entre a BR 242 e América Dourada-BA (chamado de rodovia do biodiesel) já está construído e deverá ser restaurado pelo DNIT e de lá a BR 122 ser construída até Juazeiro-BA atravessando uma área também com imenso potencial de energia eólica e de exploração mineral além de vários projetos de irrigação na região de Irecê e Juazeiro/Petrolina. Com a construção da BR 122 grande parte do trânsito da BR 116 passará para a BR 122, que será um importante via de ligação entre as regiões sudeste e nordeste, trazendo desenvolvimento para essa região esquecida pelos poderes públicos que se transformaria num importante corredor rodoviário e haveria diminuição das distâncias entre várias regiões, já que a BR 122 será a ligação mais curta entre todo sertão nordestino, Estados do Ceará, parte do Piauí, Rio Grande do Norte, Paraíba, sertão de Pernambuco e da Bahia e as regiões Sudeste/Sul do Brasil.

## Detalhamento do trajeto da Rodovia BR-122 no Estado do Ceará
No Ceará, a Rodovia BR-122, tem trechos superpostos por rodovias estaduais conforme discriminado a seguir:
1- CE-359: Entre a localidade de Triângulo - Distrito de Chorozinho até a Cidade de Quixadá;
2- CE-060: Da Cidade de Quixadá até as proximidades do Distrito de Juatama, pertencente a Quixadá;
3- CE-153: Da Cidade de Banabuiú a Cidade de Solonópole;
4- CE-375: Da Cidade de Solonópole até entroncamento com a CE-060, ao norte da Cidade de Iguatu
5- CE-060: Da Cidade de Iguatu a Cidade de Várzea Alegre;
6- CE-060: Da cidade de Caririaçu a Cidade de Juazeiro do Norte;
7- CE-292:Da Cidade de Juazeiro do Norte até o entroncamento com a CE-494, na Floresta Nacional do Araripe
8- CE-494: Do entroncamento com a CE-292 até a divisa com o Estado do Pernambuco, também conhecida com Rodovia Asa Branca.
O único trecho apenas planejado fica entre os municípios de Caririaçu e Várzea Alegre, numa extensão de 27 quilômetros ainda sem pavimentação. O referido trecho é considerado de pavimentação viável de acordo com o plano diretor do DER 2012-2030.  Entre as proximidades do Distrito de Juatama e Banabuiú a BR-122 possui trecho com pavimentação asfáltica em pista simples sem superposição com rodovias estaduais.
Apesar de autorizado desde 2014, recentemente um conjunto de rodovias estaduais superpostas a BR-122 (liga a cidade de Chorozinho-CE a Montes Claros-MG ), passa por um processo de transição para jurisdição do DNIT no trecho Ocara-Juazeiro do Norte. Mesmo com esta conquista, o trecho planejado entre Caririaçu à Várzea Alegre ainda não tem previsão de execução, não tendo todo seu potencial de vetor de crescimento local desenvolvido e consequentemente aproveitado.